# Rio Pirapora
Rio Pirapora är ett vattendrag i Brasilien.   Det ligger i delstaten São Paulo, i den sydöstra delen av landet, 900 km söder om huvudstaden Brasília.
Trakten runt Rio Pirapora består i huvudsak av gräsmarker. Runt Rio Pirapora är det ganska tätbefolkat, med 144 invånare per kvadratkilometer.